# تران تان سون
تران تان سون (بالفيتنامية: Trần Thanh Sơn)‏ هو لاعب كرة قدم فيتنامي في مركز الوسط، ولد في 30 ديسمبر 1997 في فيتنام. لعب مع نادي هوانغ آنه جيا لاي.

## وصلات خارجية
- تران تان سون على موقع قاعدة بيانات كرة القدم.إي يو (الإنجليزية)
- تران تان سون على موقع Soccerway.com (الإنجليزية)